# Park Narodowy Gashaka-Gumti
Park Narodowy Gashaka-Gumti (GGNP) został wydzielony z dwóch rezerwatów zwierzyny łownej w 1991 roku i jest największym parkiem narodowym w Nigerii. Znajduje się we wschodniej części kraju. Całkowity obszar obejmuje około 6402 km². Powierzchnie północne to część ekosystemu sawanny, na południowych terenach rozpościerają się zbocza górskie pokryte leśnym krajobrazem. Jest to ważny obszar zlewiska rzeki Benue. Bogata jest fauna i flora parku, w tym reliktowe gatunki (sustainability projekt, 2015). W ostatnich latach rozwinęła się ekoturystyka. Niewiele jest innych miejsc na świecie, które zawierają tak spektakularne krajobrazy i tak różnorodną przyrodę. Region parku jest również obszarem o znaczeniu historycznym, jako miejsce walk europejskich kolonii o wpływy w tej części Afryki.

## Literatura
Gabriel O., Yager & Alarape, G & Tyowua, O. (2018). Biodiversity conservation problems and their implication on rangeland and ecotourism management in Gahsaka-Gumti National Park, Nigeria. Journal of Research in Forestry, Wildlife & Environment Vol. 10(1); 119-129